# Miro Aaltonen
Miro Aaltonen (ur. 7 czerwca 1993 w Joensuu) – fiński hokeista, reprezentant Finlandii, olimpijczyk.
Jego dziadek Heikki (ur. 1925) i ojciec Ari (ur. 1960) także zostali hokeistami.

## Kariera
- Jokipojat U16 (2008-2009)
- Jokipojat U18 (2008/2009)
- Blues U18 (2009-2011)
- Blues U20 (2009-2013)
- Blues (2011-2015)
  -  Jokipojat (2011/2012)
- Kärpät (2015-2016)
- Witiaź Podolsk (2016-2017)
- Toronto Marlies (2017-2018)
- Witiaź Podolsk (2018-2020)
- SKA Sankt Petersburg (2020-2021)
- Witiaź Podolsk (2021-)

Wychowanek klubu Jokipojat. Rozwijał karierę w drużynach juniorskich klubu Espoo Blues, gdzie od 2011 występował w zespole seniorskim do 2015. W tym okresie w KHL Junior Draft 2011 został wybrany przez Atłant Mytiszczi, w NHL Entry Draft 2013 przez Anaheim Ducks. W maju 2015 przeszedł do Kärpät. W maju 2016 został zawodnikiem Witiazia Podolsk w KHL. W marcu 2017 podpisał kontrakt wstępujący z kanadyjskim klubem 	Toronto Maple Leafs z NHL. W sezonie 2017/2018 występował w jego zespole farmerskim, Toronto Marlies z AHL. W połowie 2018 ponownie związał się z Witiaziem Podolsk. W grudniu 2019 został przekazany do ligowego potentata w KHL, SKA Sankt Petersburg. Tam w maju 2020 przedłużył kontrakt o dwa lata. Przed jego upływem w czerwcu 2021 po raz trzeci został zaangażowany przez Witiaź Podolsk.
Uczestniczył w turniejach mistrzostw świata do lat 17 edycji 2010, mistrzostw świata juniorów do lat 18 edycji 2011, mistrzostw świata juniorów do lat 20 edycji 2012, 2013, seniorskich mistrzostw świata edycji 2017, zimowych igrzysk olimpijskich 2022.

## Sukcesy
Reprezentacyjne
- Srebrny medal mistrzostw świata: 2021
- Złoty medal zimowych igrzysk olimpijskich: 2022

Klubowe
- Złoty medal U18 SM-sarja: 2011 z Blues U18
- Srebrny medal U20 SM-sarja: 2011, 2013 z Blues U20
- Brązowy medal mistrzostw Finlandii: 2016
- Finał Hokejowej Ligi Mistrzów: 2016 z Kärpät
- Mistrzostwo dywizji AHL: 2018 z Toronto Marlies
- Mistrzostwo konferencji AHL: 2018 z Toronto Marlies
- Mistrzostwo w sezonie regularnym: 2018 z Toronto Marlies
- F.G. „Teddy” Oke Trophy: 2018 z Toronto Marlies
- Frank Mathers Trophy: 2018 z Toronto Marlies
- Puchar Caldera – mistrzostwo AHL: 2018 z Toronto Marlies

Indywidualne
- KHL (2018/2019): Mecz Gwiazd KHL
- KHL (2021/2022):
  - Piąte miejsce w klasyfikacji asystentów w sezonie zasadniczym: 32 asysty